# Mundaring Weir

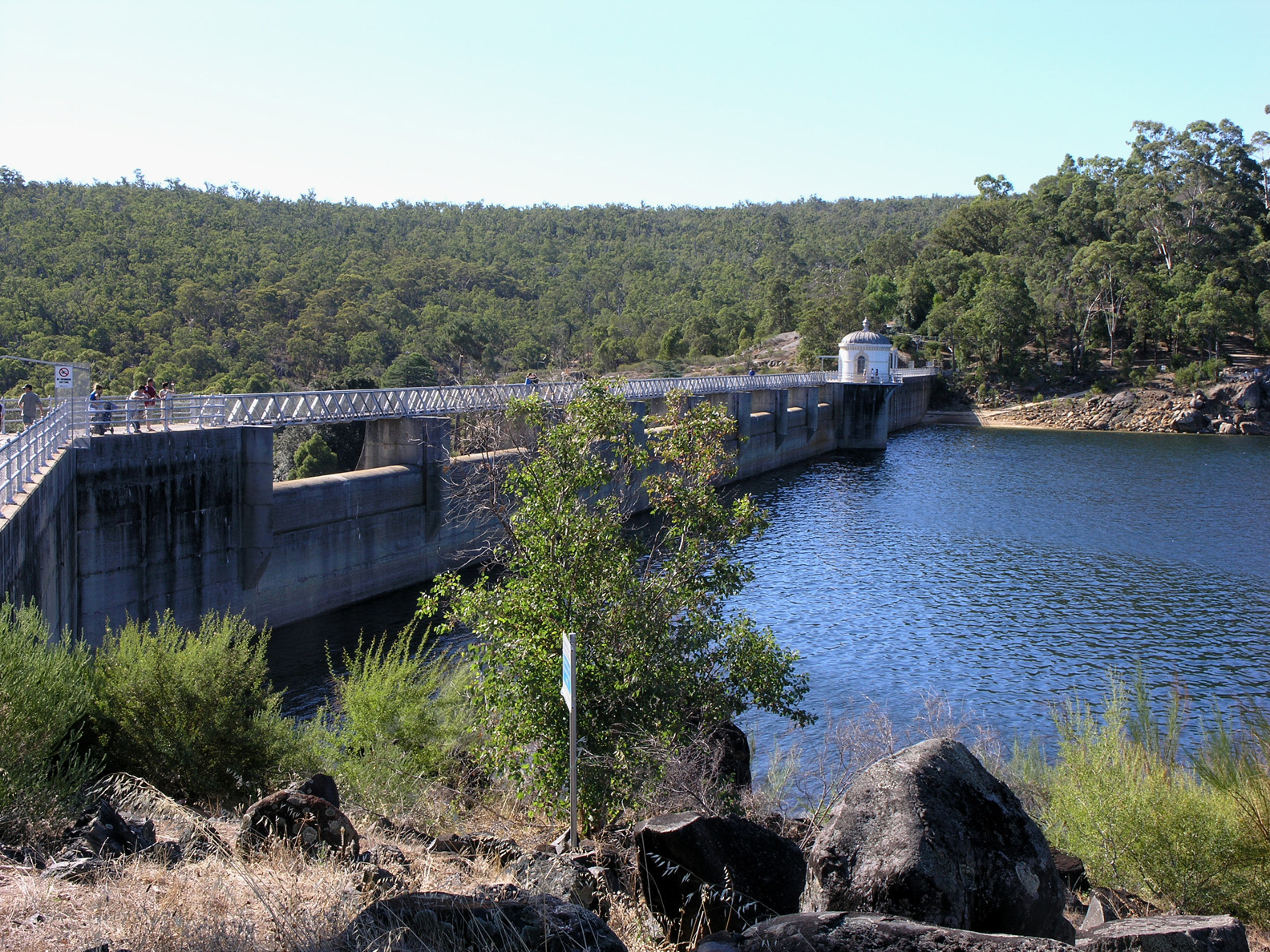
Mundaring Weir

Mundaring Weir is een stuwdam die is genoemd naar de oorspronkelijke naam van de locatie. De dam ligt 39 kilometer van Perth (West-Australië) in de Helena River.
De stad Mundaring dateert van 1898, hetzelfde jaar als de start van de constructie van de dam.